# Lenguas Goroka
Las lenguas Goroka constituyen la rama principal de la familia Kainantu-Goroka, que a su vez se consideran usualmente como las lenguas trans-neoguineanas. Deben su nombre a la localidad de Goroka, capital de la Tierras Altas Orientales.

## Clasificación
Capell (1948-49) sugirió el parentesco con las lenguas Kainantu, hipótesis que fue asumida por S. Wurm (1961, 1964). Scott (1978) proporcionó una lista comparativa de vocabulario básico comparado (ver más adelante léxico comparado).

### Fonología
Sobre la base de algunas reconstrucciones preliminares W. A. Foley propone para el proto-Goroka el siguiente inventario consonántico:
|             | Labial | Alveolar | Palatal | Velar |
| ----------- | ------ | -------- | ------- | ----- |
| oclusiva    | *p     | *t       |         | *k    |
| fricativa   |        | *s       |         |       |
| nasal       | *m     | *n       |         |       |
| aproximante | *w     |          | *y      |       |
El fonema /*s/ es una reconstrucción muy tentativa tal vez podría tratarse de una aproximante [ɹ]. Los datos del Kainantu apoyan tanto la reconstrucción /*s/ como /*ɹ/ para el fonema que Foley reconstruye como /s/. En cuanto al inventario vocálico Foley reconstruye cinco fonemas distintivos /*i, *e, *a, *o, *u/. En el apartado de comparación léxica se muestran algunas correspondencias que sustentan este sistema reconstruido.

### Comparación léxica
Algunos términos tomados de la lista de Scott (1978) son:
|    | GLOSA          | Gende     | Siane    | BenaBena    | Kamano- Yagaria | Foré      | PROTO- GOROKA |
| -- | -------------- | --------- | -------- | ----------- | --------------- | --------- | ------------- |
| 1  | 'dos'          | ogondrari | lele     | loe         | lole            | tara      | *tote         |
| 2  | 'hombre'       | vei       | we       | vo          | ve              | wa        | *wai          |
| 3  | 'agua'         | nogoi     | no       | nagami      | ni(na)          | wani      | *no(k)        |
| 4  | 'fuego'        | tuva      | yo       | logo        | hali            | yakuʔ     |               |
| 5  | 'árbol'        | izo       | ya       | yafa        | yava            | yaː       | *ya(pa)       |
| 6  | 'hoja'         | kuruma    | aila     | haya(ʔa)    | haeya           | aʔyeʔ     | *             |
| 7  | 'raíz'         | tovaya    | lufawa   | lufusa(ʔa)  | havu            | aubu      | *supa-        |
| 8  | 'casa'         | nomu      | numu(na) | no(hi)      | yo(na)          | naːmaʔ    | *nomo-        |
| 9  | 'seno'         | ami-      | ami(na)  | amiha(ʔa)   | ami(maʔa)       | nono      | *ami          |
| 10 | 'diente'       | va(iza)   | auma     | yogo(ʔa)    | (ä)veʔ          | (a)wa     | *wa           |
| 11 | 'hueso'        | yami-     | auma     | felisa(ʔa)  | (a)pu(va)       | (a)yaːmpu | *yampu        |
| 12 | 'oreja'        | ka-       | ka(la)   | (e)kesa(ʔa) | (ä)geta         | (a)ge     | *ke~*ka       |
| 13 | 'pelo'         | yogo      | yowa(la) | oka(ʔa)     | (a)yokaʔ        | (a)yaːʔ   | *yoka         |
| 14 | 'pierna'       | kia-      | kiya(na) | gigusa(ʔa)  | (a)gia          | (a)gisaː  | *kia          |
| 15 | 'sangre'       | mamia-    | wanu     | golaha(ʔa)  | gola(na)        | koraːʔ    | *kota         |
| 16 | 'mano'         | ya        | (a)na    | yaha(ʔa)    | (ä)ya           | ya        | *ya           |
| 17 | 'huevo'        | mura      | mula     | mu(ʔa)      | mu(na)          | amuʔ      | *mut(a)       |
| 18 | 'sol'          | po        | fo       | yafi        | yafo            | yaːbu     | *(ya-)po      |
| 19 | 'hacha'        | tu        | lu(na)   | lu          | lu              | tuʔ       | *tu           |
| 20 | 'bolsa de red' | ko        | owo      | gu(ʔi)      | gu(na)          | koʔ       | *ko           |
| 21 | 'comer'        | na-       | n-       | na-         | no-             | na-       | *na-          |
| 22 | 'morir'        | pri-      | fol-     | fili-       | fili-           | puri-     | *puti-        |
| 23 | 'decir'        | ti-       | l-       | li-         | hi-             | i-        | *si-          |
| 24 | 'dar'          | imi-      | om-      | m-          | mi-             | mi-       | *(a)mi-       |
| 25 | 'grande'       | namba     | namba    | napa        | legapa          | tabe      | *(n)ampa      |
De esta lista de palabras pueden obtenerse cognados claros que permiten reconstruir las siguientes correspondencias fonéticas regulares:
| Gende | Siane | BenaBena | Kamano- Yagaria | Foré | PROTO- GOROKA | Nº COGNADO                       |
| ----- | ----- | -------- | --------------- | ---- | ------------- | -------------------------------- |
| p     | f     | f        | f               | p/b  | *p            | 18, 22                           |
| p     | v     | f        | f               | b    | *p            | 7                                |
| m     | m     | m        | m               | m    | *m            | 9, 17, 24                        |
| t     | l     | l        | l               | t    | *t            | 1, 15, 19                        |
| r     | l     | l        | l               | r    | *t            | 1, 17?, 22                       |
| n     | n     | n        | n               | n    | *n            | 4, 8, 21                         |
| t     | l     | l        | h               | Ø    | *s/*ɹ         | 4, 8, 21                         |
| k/g   | k/g   | g        | g               | k/g  | *k            | 12, 13, 14, 15, 20               |
| v     | w     | v        | v               | w    | *w            | 2, 10                            |
| y     | y     | y        | y               | y    | *y            | 5, 13                            |
| a     | a     | a        | a/e/o           | a    | *a            | 5, 9, 10, 11, 14, 15, 16, 21, 25 |
| i     | i     | i        | i               | i    | *i            | 9, 14, 22, 23, 24                |
| u     | u     | u        | u               | u    | *u            | 7, 17, 19                        |
| e     | e     | e        | e               | e/a  | *e            | 1, 2, 12                         |
| o     | o     | o        | o               | o    | *o            | 3, 8, 13                         |
Los numerales en diferentes lenguas Goroka:
| GLOSA | Fore             | Gahuku-Benabena | Gahuku-Benabena | Kamano-Yagaria  | Kamano-Yagaria  | Kamano-Yagaria   | PROTO- GOROKA |
| GLOSA | Fore             | Alekano         | Dano            | Inoke- Yate     | Keyagana        | Yagaria          | PROTO- GOROKA |
| ----- | ---------------- | --------------- | --------------- | --------------- | --------------- | ---------------- | ------------- |
| '1'   | ká:ne            | hamoʔ           | hamoʔ           | nagoke          | magoke          | bgotvoʔ          | *mako-        |
| '2'   | tarawe           | lositaʔ         | setaʔ           | togole          | lole            | rori/ lolemo     | *tote         |
| '3'   | kakágawé         | losive makole   | setohomoʔ       | togoli nagonagi | loleʔe magoʔe   | rorigʔ bgotvagiʔ | *2+1          |
| '4'   | tarawatarawakíné | losive losive   | setaʔve setaʔve | togoli togoli   | loleʔe loleʔe   | rorigʔ rorigʔ    | *2+2          |
| '5'   | naya ká amúné    |                 |                 | nako nayamaʔa   | naya magokayaga | dzaʔ hatgidiʔ    | *naya tote    |
| '6'   |                  |                 |                 |                 | 5+1             |                  | *naya (ma)ko  |
| '7'   |                  |                 |                 |                 | 5+2             |                  |               |
| '8'   |                  |                 |                 |                 | 5+3             |                  |               |
| '9'   |                  |                 |                 |                 | 5+4             |                  |               |
| '10'  | naya: tára amúné |                 |                 | naya togole     | naya lole       |                  | *naya tote    |